# Regionální muzeum v Teplicích
Regionální muzeum v Teplicích je muzeum ve okresním městě Teplice. Jeho zřizovatelem je Ústecký kraj a jde o největší muzeum v tomto kraji. Muzeum sídlí v budově teplického zámku na Zámeckém náměstí.

## Historie
První soukromé muzeum Antona Hermana Fassla vzniklo v Teplicích již v 80. letech 19. století. Místní sběratel v něm vystavoval vlastní sbírky.

### 1894–1945
Tepličtí patrioti, v čele s továrníkem Reginaldem Czermakem a Hermannem Hallwichem, usilovali o vznik plnohodnotného městského muzea již od 70. let 19. století. Po dlouhou dobu se pro tento záměr nedařilo získat dostatečnou podporu, což bylo mj. způsobeno i souběžnou existencí Fasslova soukromého muzea. Teprve v roce 1894 byla založena Muzejní společnost v Teplicích. Její zakládající shromáždění se sešlo 3. listopadu toho roku a toto datum je také datem vzniku muzea. Po skromných počátcích, doprovázených zejména úsilím o získání finančních prostředků, se v roce 1897 podařilo pro muzeum zakoupit rozsáhlou sbírku teplického sběratele Antona Hermana Fassla staršího (1848–1916). Ihned poté si Muzejní společnost pronajala část budovy ve Školní ulici č.17, kde byly sbírky instalovány jako stálá expozice. Slavnostní otevření se konalo 2. prosince 1897. Prvním kustodem muzea se stal již zmíněný Anton Herrman Fassl. Po necelém roce muzeum opustil a jeho nástupcem se v roce 1899 stal Robert von Weinzierl (1855–1909), jeden z nejvýznamnějších domácích archeologů přelomu 19. a 20. století. Díky němu se teplické muzeum stalo věhlasnou institucí a jeho sbírky se rychle rozrůstaly. Vedle mimořádně rozsáhlé sbírky prehistorické se muzeum soustředilo na rozvoj úseků přírodovědného, historického, uměleckého (uměleckoprůmyslového) a knihovny. Dynamický rozvoj vedl k přestěhování do větších prostor Živnostenského domu ve Školní ulici č. 20, ke kterému došlo v roce 1905. Toto umístění bylo zprvu považováno za dočasné, protože Muzejní společnost již několik let usilovala o získání prostředků na stavbu nové budovy. Potřebné prostředky se nakonec shromáždit nepodařilo, a tak byla v roce 1920 realizována jen přístavba k budově ve Školní ulici.
Tragická smrt Roberta von Weinzierla v roce 1909 poněkud zbrzdila slibný rozvoj instituce, avšak ta si svou úroveň udržela. Následníkem ve funkci kustoda se stal farář Karl Karafiat (1866–1929), který pokračoval v budování muzea i ve vydávání každoročního přehledu činnosti tiskem. Vedle toho sám publikoval texty o historii a prehistorii Teplicka. V roce 1911 bylo v muzeu evidováno 39 .000 sbírkových položek a roční návštěvnost dosahovala okolo 2.000 lidí. V roce 1921 nastoupil na místo kustoda architekt Wilhelm Pleyer (nar. 1884). Za jeho éry teplické muzeum ztratilo svůj náskok před ostatními muzei, také přestaly tiskem vycházet přehledy činnosti a odborná práce začala výrazně ustupovat do pozadí. V průběhu 30. let byla navíc muzejní práce poznamenána rostoucím německým nacionalismem.
Počínaje rokem 1939 začala řada významných změn. Vedle odchodu Wilhelma Pleyera do Bíliny, kde se stal vedoucím okresního stavebního úřadu, poznamenaly další vývoj také změny organizační. Muzeum bylo rozhodnutím vyšších instancí převedeno do správy města, zatímco Muzejní společnost byla nejpozději v roce 1941 zrušena. V roce 1940 byl do funkce kustoda formálně instalován Werner Stössel (1910–1945), absolvent prehistorie na univerzitě v Berlíně. Celou válku ovšem strávil na frontě, kde na jaře 1945 padl. O muzeum se tedy starali muzejní zřízenci a členové nově ustaveného Muzejního spolku. Od června 1944 nakrátko v Teplicích působila Stösselova manželka Dora, která se věnovala zejména archeologickým výzkumům a péči o prehistorickou sbírku.

### 1945–1989
Po válce a odsunu německého obyvatelstva bylo muzeum převzato do správy města. Sbírky byly podrobeny revizi a vzhledem k jejich rozsahu pro ně bylo hledáno nové umístění. Již v závěru roku 1945 byl pro tyto účely doporučen teplický zámek, který byl zkonfiskován předchozím majitelům Clary - Aldringenům. Stěhování na zámek probíhalo v letech 1947–1948, vedoucím muzea se stal v květnu 1947 Stanislav Talaváňa. Rozhodnutím Krajského národního výboru v Ústí nad Labem vzniklo k 1. lednu 1951 v Teplicích Krajské muzeum. Jeho vedoucím se stal archeolog Zdeněk Váňa. Muzeum začalo rozvíjet jak výstavní, tak i odbornou činnost. V závěru roku 1953 byl vedením muzea pověřen Sáva Suchevič, jako náhrada za Váňu, který odešel do Slovanského ústavu ČSAV. V tomto období se muzeum proslavilo zejména objevem archeologických pozůstatků teplického kláštera na zámeckém nádvoří. Od roku 1956 se ředitelem muzea stal Stanislav Zachat, který zde pracoval již od roku 1945. V souvislosti s plánovanou územní reformou (v platnost vešla 1960) došlo v roce 1958 ke zrušení krajského statutu muzea a k jeho převedení pod správu MěNV v Teplicích. V důsledku dalších administrativních zásahů došlo k poklesu úvazků na 7,5. V červenci 1959 byla ředitelkou jmenována Zora Zudová. Muzeum bylo personálně posíleno – do poloviny 60. let se počet pracovníků zdvojnásobil. V roce 1963 bylo muzeum opět převedeno pod krajskou správu a stalo se Oblastním vlastivědným muzeem. V této době se jeho pobočkou stalo bývalé muzeum v Krupce. V roce 1965 začal vycházet odborný časopis Zprávy a studie. K další změně ve vedení muzea došlo v roce 1970. Ředitelem se stal Robert Štaffa. Svou činnost zahájil řadou výstav, vesměs s politicky laděným obsahem. Již v roce 1972 byl za svou příkladnou politickou a řídící práci oceněn čestným uznáním ÚV KSČ. Počátkem roku 1972 zahájil svou činnost Archeologický odbor teplického muzea, umístěný na zámku v Bílině. Tomu předcházelo přestěhování archeologické sbírky z Teplic do Bíliny. Muzeum (včetně poboček) v té době mělo už 29 zaměstnanců a jejich počet dále pomalu stoupal. V souvislosti s novou koncepcí rozvoje muzeí se v roce 1976 stalo teplické muzeum opět muzeem krajským. O rok později získalo muzeum budovu č. 54 na tehdejší Leninově třídě v Teplicích, kde byla později instalována Expozice dějin dělnického hnutí, KSČ a budování socialismu v Severočeském kraji. Důraz na politicko-výchovnou činnost je ostatně patrný i ze seznamu realizovaných výstav 70. a 80. let 20. století. Na počátku roku 1983 Robert Štaffa zemřel a vedení muzea se ujal Miroslav Urban, mj. člen ÚV KSČ. Muzeum i nadále udržovalo vytyčený směr až do tzv. Sametové revoluce. Krátce předtím, v roce 1988, se ředitelem stal Dušan Špička. I přes zřetelný ideologický náboj muzejní činnosti bylo období mezi lety 1945 – 1989 poměrně plodné. Sbírky byly pečlivě uspořádány a vznikla celá řada publikací. V muzeu také působili někteří odborníci, jejichž význam dalece přesáhl hranice regionu (například přírodovědci manželé Flasarovi, archeolog Peter Budinský, archeolog Jiří Waldhauser, geolog Mikuláš Mag).

### Po roce 1989
Dušan Špička se na postu ředitele udržel až do roku konce 2010. Mezitím došlo několikrát ke změně zřizovatele muzea, které po jistou dobu bylo podřízeno i Ministerstvu kultury. Od roku 2003 připadlo Ústeckému kraji. Nejvýznamnějším počinem tohoto období (1988-2010) byla výstavba nového archeologického depozitáře v Teplicích-Sobědruhách, který vznikl jako náhrada za bílinský zámek. Ten muselo archeologické pracoviště teplického muzea nuceně opustit po roce 2000. Po Špičkově odchodu začal letitý kolotoč střídání ředitelů, který zaznamenal také kritický ohlas v médiích, byť zpravidla zmiňovaný v kontextu dalších organizací Ústeckého kraje. Nejprve po dvou proběhlých výběrových řízeních (v prvním nebyl vybrán nikdo) nastoupil (Usnesení Rady ÚK č.35/52R/2010) od ledna 2011 na tuto pozici režisér, scenárista, dramaturg atd. Dušan Kukal, který se do Teplic vrátil z Prahy. Ve funkci však nevydržel dlouho. Už v roce 2013 (Usnesení Rady ÚK č.175/13R/2013) byl do funkce ředitele jmenován na základě výběrového řízení dosavadní vedoucí přírodovědného oddělení Regionálního muzea v Teplicích Bohuslav Boček, a to na dobu určitou od 1.5.2013 do 30.4.2015 s možností prodloužení na dobu neurčitou. Ovšem 5. 8. 2015 bylo vyhlášeno další výběrové řízení, které mělo být realizováno do 31.12.2015 (Usnesení Rady ÚK č.39/88R/2015). Ve výběrovém řízení (jehož se účastnil i Boček) zvítězila někdejší ředitelka ústeckého pracoviště Národního památkového ústavu Eva Balaštíková, která byla do funkce jmenována dne 16. 12. 2015 (Usnesení Rady ÚK č.177/100R/2015) s tím, že do doby jejího nástupu dočasně povede muzeum stávající ředitel Boček. Ale nakonec byl dne 10.2. 2016 byl B. Boček jmenován do funkce na další dva roky (účinnost od 1.1.2016 do 31.12.2017), neboť Eva Balaštíková Ústeckému kraji sdělila, že se funkce nemůže ujmout – důvodem byla jiná pracovní příležitost, která se později ukázala jako problematická. V roce 2017, po uplynutí doby určité, na kterou byl jmenován Bohuslav Boček do funkce ředitele, bylo vyhlášeno další výběrové řízení (3.5. 2017 - Usnesení Rady ÚK č.048/13R/2017). Boček muzeum řídil až do konce roku 2017, poté jej  po účasti ve výběrovém řízení nahradil Radek Spála, který do Teplic přešel z pozice vedoucího Odboru kultury a památkové péče Ústeckého kraje. Spála byl jmenován na dobu určitou (Usnesení Rady ÚK č.065/30R/2017) do 31. 12. 2019. Po uplynutí této doby byl dočasně pověřen dalším řízením organizace až do doby, než proběhne další výběrové řízení, které se konalo v červenci 2020. Na základě tohoto řízení byl rozhodnutím Rady ÚK jmenován do funkce ředitele jeden z jejích členů, náměstek hejtmana a zároveň starosta Krupky Zdeněk Matouš. Od dubna 2022 je ředitelkou muzea Jana Ličková.

Dnešní muzeum obhospodařuje celkem 3 objekty. Prvním z nich je zámek v Teplicích, kde sídlí vedení muzea, většina sbírek, odborných úseků a kde je umístěna i většina stálých expozic. V budově zámku jsou také prezentovány krátkodobé výstavy, a to ve třech výstavních sálech. Druhým objektem je specializované pracoviště v Teplicích – Sobědruhách, kde sídlí archeologické a konzervátorské oddělení a kde je rovněž depozitář archeologické a mineralogické sbírky. Třetím objektem je muzeum v Krupce, kde dříve byly instalovány stálé expozice Zvířena severozápadních Čech, Krupka a cín, Modely hub a Geologie a mineralogie. Sbírkové fondy Regionálního muzea v Teplicích jsou bezpochyby nejpočetnější v rámci Ústeckého kraje.

## Vydané publikace

### řada Monografické studie
- 1.  Vladimír Dejmek: Těžířstvo "Argenta" : příspěvek k dějinám rudného dolování v Krušných horách, vydáno 1965
- 2.  Peter Budinský: Příspěvky k pravěku severozápadních Čech: výzkumy a objevy teplického muzea v letech 1947–1965, vydáno 1966
- 3.  Peter Budinský: Libkovice (Mariánské Radčice), Jenišův Újezd, Hostomice. Významná naleziště doby laténské v Podkrušnohoří. I. část Libkovice (Mariánské Radčice), vydáno 1968
- 4.  Přemysl Peer: Přehledné dějiny Teplicka. 2, Dějiny Teplicka do roku 1848, vydáno 1969
- 5.  Peter Budinský: Libkovice (Mariánské Radčice), Jenišův Újezd, Hostomice. Významná naleziště doby laténské v Podkrušnohoří. II. část Jeníšův Újezd, vydáno 1970
- 6.  František Křivánek: Stávkové hnutí horníků Severočeského hnědouhelného revíru v letech 1918–1938, vydáno 1971
- 7. Milada Lejsková-Matyášová: Teplice v době klasicismu (I. vydání), vydáno 1972
- 8.  Jitka Budinská: Dějiny teplického muzea 1897 - 1972, vydáno 1972
- 9.  Gerhard Hecht: Botanická činnost Ernsta Haeckela na Teplicku 1852: Příspěvek k životopisu pokrokového německého přírodovědce, vydáno 1974
- 10. Jitka Budinská: Příspěvek k dějinám hrnčířství v Levíně, vydáno 1976
- 11. Jiří Waldhauser: Keltské opevněné (?) sídliště, kultovní objekt a pohřebiště u Želenic (okr. Most) a nález keramického importu na keltském sídlišti ve Všechlapech (okr. Teplice), vydáno 1977
- 12. kolektiv autorů: Sborník k 125. výročí narození Josefa Emanuela Hibsche, vydáno 1977
- 13. Peter Budinský: Přehledné dějiny Teplicka 1/1, Pravěk Teplicka I, vydáno 1977
- 14. Jaromír Macek (ed.): Šest set let dolování na Cínovci: 1378–1978, vydáno 1978
- 15. Peter Budinský: Přehledné dějiny Teplicka. 1/2, Teplicko v pravěku II, vydáno 1978
- 16. Antonín Elznic – Oldřich Zelenka: Geologické a mineralogické vycházky západní částí Severočeského kraje, vydáno 1979
- 17. Bohuslav Götz – Ivan Turnovec – Jaroslav Urbanec: Granáty Českého středohoří, vydáno 1979
- 18. Petr Jančárek: Hornictví v Hoře Svaté Kateřiny za feudalismu, vydáno 1980
- 19. Milada Lejsková-Matyášová: Teplice v době klasicismu (II. doplněné a přepracované vydání), vydáno 1983
- 20. Jitka Budinská – Petr Jančárek – Jiří Procházka: Hrob: dějiny města, vydáno 1982
- 21. Ivo Flasar – Marie Flasarová: O rybách řeky Ohře, vydáno 1981
- 22. Pavel Vlček – Jaroslava Glogarová: Secesní keramika ze sbírek Krajského muzea v Teplicích, vydáno 1983
- 23. Tomáš Grulich: Katalog malovaného lidového nábytku ze sbírek Krajského muzea v Teplicích, vydáno 1984
- 24. Jitka Budinská: Krajské muzeum v Teplicích v letech 1972 - 1982, vydáno 1984
- 25. Peter Budinský: Libkovice (Mariánské Radčice), Jenišův Újezd, Hostomice. Významná naleziště doby laténské v Podkrušnohoří. Část III-1, Hostomice, rekonstrukce naleziště a prameny, vydáno 1987
- 26. Peter Budinský: Libkovice (Mariánské Radčice), Jenišův Újezd, Hostomice. Významná naleziště doby laténské v Podkrušnohoří. Část III-2, Hostomice, vyhodnocení naleziště a závěr, vydáno 1988
- 27. Antonín Elznic – Oldřich Zelenka: Geologické a mineralogické vycházky západní části Severočeského kraje. Část II, vydáno 1987
- 28. Jitka Budinská: 90 let muzejní práce v Teplicích 1897 - 1987, vydáno 1987
- 29. kolektiv autorů: Duchcov 1240 - 1990. Sborník k dějinám města, vydáno 1990
- 30. Jitka Budinská: Fotografie ze starých teplických ateliérů, vydáno 1990
- 31. kolektiv autorů: Gustav Carl Laube. Sborník k 150. výročí narození, vydáno 1989
- 32. kolektiv autorů: Julius Payer: 1841–1915: sborník k 150. výročí narození, vydáno 1993
- 33. Sylvia Ostrovská: Slavné ženy v Teplicích: křižovatky moci a krásy, vydáno 1994 (číslo monografické řady neuvedeno)
- 34. Josef Polišenský a kol.: Giacomo Casanova : známý - neznámý, vydáno 1998 (chybně číslováno jako monografické studie 32)
- 35. Ferdinand Maděra: Heraldické památky regionu Teplice, vydáno 2001
- 36. kolektiv autorů: Reussové z Bíliny: památce velkých přírodovědců, vydáno 2001
- 37. Sylvia Ostrovská – Jitka Budinská – Emanuel Vlček: Návrat královny Judity, vydáno 2003 (vyšlo také v německé mutaci)
- 38. Karel Vilím: Když mlčely múzy, vydáno 2006 (vyšlo také v německé mutaci)
- 39. Jitka Budinská – Petra Zerjatke: Kapitoly z dějin lázeňství, vydáno 2006 (vyšlo také v německé mutaci)